# 수막염균
수막염균(Neisseria meningitidis)은 종종 수막알균(meningococcus, 수막구균)이라고 불리는 그람 음성 세균으로, 수막염과 생명을 위협하는 패혈증인 수막알균혈증과 같은 다른 형태의 수막알균성 질환을 일으킬 수 있다. 이 박테리아는 둥글기 때문에 알균이라고 불리며, 더 구체적으로는 쌍을 형성하는 경향 때문에 쌍알균이라고 불린다.

## 같이 보기
- 세균협막
- 수막알균 수막염
- 나이세리아